# Manhã de Domingo
Manhã de Domingo (englischer Festivaltitel Sunday Morning) ist ein brasilianischer Kurzfilm unter der Regie von Bruno Ribeiro aus dem Jahr 2022. Der Film feierte am 11. Februar 2022 auf der Berlinale seine Weltpremiere in der Sektion Berlinale Shorts.

## Handlung
Der Film zeigt einen Tag aus dem Leben von Gabriela, einer jungen schwarzen Pianistin, den Tag vor ihrem ersten großen Konzert. Ein Traum über ihre ein Jahr zuvor verstorbene Mutter in der vorausgehenden Nacht hat sie verstört und ihr Herz destabilisiert und gefährdet nun ihre Leistung. Sie ist traurig und unsicher. Erinnerungen werden lebendig und verschränken sich mit der Gegenwart. Das Musikstück verändert sich mit jedem Spielen und bleibt im Kern doch gleich. Je tiefer sie in sich und die Musik hineingeht, umso näher kommt sie dem inneren Frieden. Eine Reihe von Begegnungen im Lauf eines Tages versöhnen Gabriela mit ihrer Vergangenheit, ihrer Herkunft und ihrer Mutter.
Zentrale Themen der brasilianischen Gesellschaft wie die Möglichkeiten und Schwierigkeiten einer schwarzen Künstlerin, ihre feministischen Ambitionen und der strukturelle Rassismus durchdringen den Film auf subtile Weise.

## Produktion

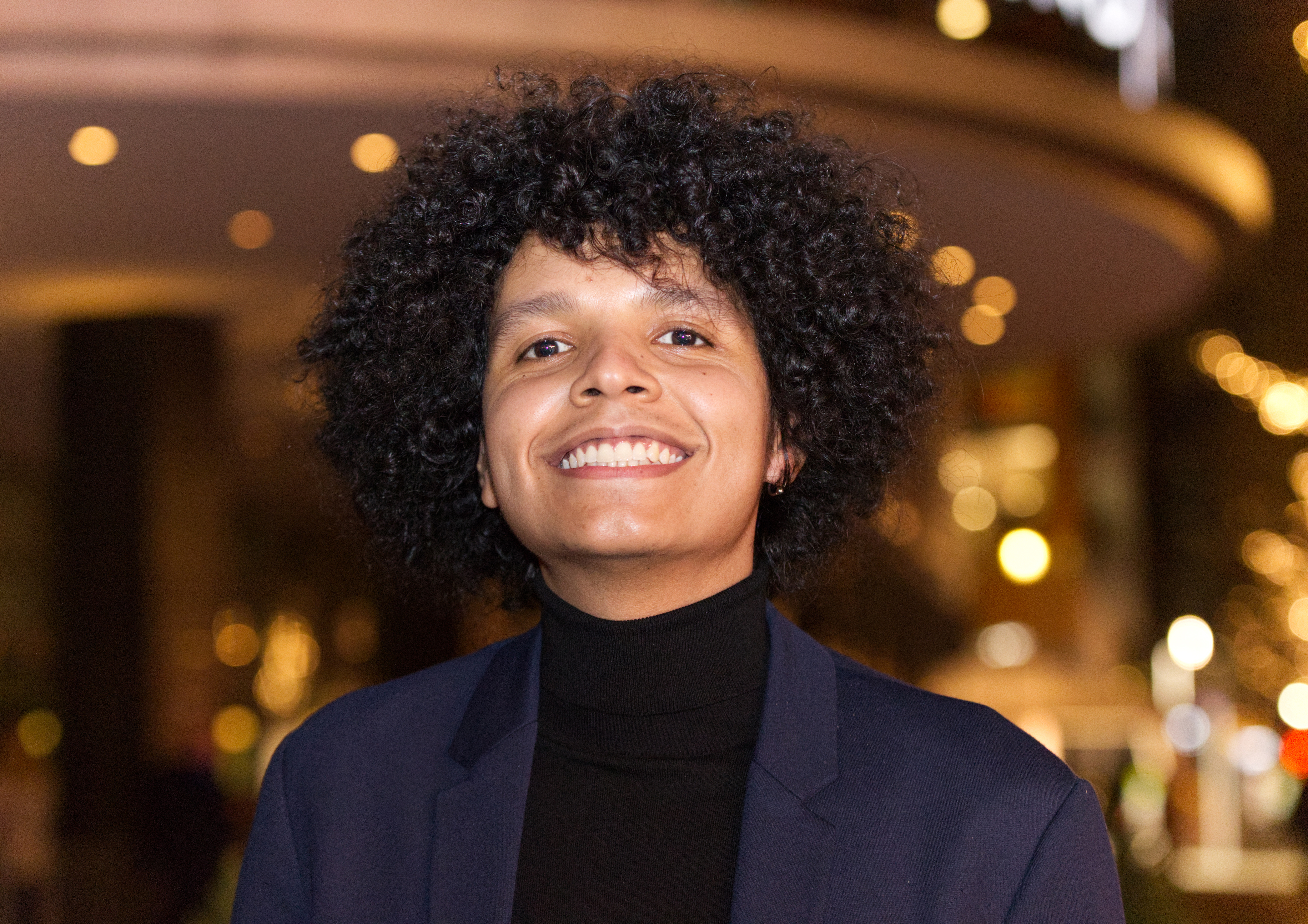
Regisseur Bruno Ribeiro, Berlinale 2022

### Filmstab
Regie führte Bruno Ribeiro, der zusammen mit Tuanny Medeiros auch das Drehbuch schrieb. Die Kameraführung lag in den Händen von Wilssa Esser und für den Filmschnitt war Vinícius Silva verantwortlich.

### Produktion und Förderungen
Produziert wurde der Film von Laís Diel, gedreht wurde in Rio de Janeiro.

### Dreharbeiten und Veröffentlichung
Der Film feierte am 11. Februar 2022 auf der Berlinale seine Weltpremiere in der Sektion Berlinale Shorts. Er war der einzige brasilianische Film in einem Wettbewerb.

## Auszeichnungen und Nominierungen
- 2022: Internationale Filmfestspiele Berlin
  - Silberner Bär in der Sektion Kurzfilm/Preis der Jury[5]
  - Nominierung für den Goldenen Bären für den besten Kurzfilm